# Jean-Jacques Tarbès
Pour les articles homonymes, voir Tarbès.
Jean-Jacques Tarbès (parfois crédité Jean-Jacques Tarbes) est un directeur de la photographie, scénariste et acteur français, né le 24 août 1933 à Lourdes et décédé le 26 mai 2000 à Paris.

## Biographie
De 1961 à 2000, Jean-Jacques Tarbès est directeur de la photographie sur cinquante-sept films (dont quelques-uns pornographiques), majoritairement français — plus un film suisse et des coproductions —. Le premier est le documentaire Chronique d'un été de Jean Rouch et Edgar Morin (1961) ; le dernier est Les Insaisissables de Christian Gion (2000), avec Daniel Prévost.
Comme chef opérateur, il collabore notamment avec les réalisateurs Jacques Deray (cinq films, dont La Piscine en 1969 et Flic Story en 1975, avec Alain Delon qu'il photographie à dix reprises), José Giovanni (deux films, dont Deux hommes dans la ville, coproduction franco-italienne en 1973, avec Alain Delon et Jean Gabin), Jean Herman (cinq films, dont Le Dimanche de la vie en 1967, avec Danielle Darrieux), Serge Korber (cinq films, dont Ursule et Grelu en 1974, avec Annie Girardot et Bernard Fresson), Eddy Matalon (huit films, dont T'inquiète pas, ça se soigne en 1980, avec Bernard Le Coq), Claude Pierson (dix films), ou encore Claude Zidi (huit films, dont Les Ripoux en 1984 et Ripoux contre ripoux en 1989, avec Philippe Noiret et Thierry Lhermitte).
Durant sa carrière, Jean-Jacques Tarbès est également scénariste sur quatre films (dont La Vie dissolue de Gérard Floque de Georges Lautner en 1986) et, pour la télévision, sur sept téléfilms (dont Les Fleurs de Maureen de Dominique Baron, diffusé en 2002, avec Annie Girardot), deux séries (dont Néo Polar, deux épisodes, en 1985) et un feuilleton.
Enfin, il est acteur (des petits rôles) dans le téléfilm Le Raisin d'or de Joël Séria (1994, avec Pierre Arditi et Cristiana Reali) et le film L'Œil au beur(re) noir de Serge Meynard (1987, avec Julie Jézéquel et Smaïn).

## Filmographie

### Comme directeur de la photographie
- 1961 : Chronique d'un été de Jean Rouch et Edgar Morin (documentaire)
- 1964 : La Femme et la Danse de Claude Pierson (court métrage documentaire)
- 1966 : Le Chien fou d'Eddy Matalon
- 1967 : Le Dimanche de la vie de Jean Herman
- 1967 : Réseau secret de Jean Bastia
- 1968 : Adieu l'ami de Jean Herman
- 1969 : La Piscine de Jacques Deray
- 1969 : Jeff de Jean Herman
- 1969 : À propos de la femme de Claude Pierson
- 1970 : Borsalino de Jacques Deray
- 1970 : Trop petit mon ami d'Eddy Matalon
- 1970 : Sortie de secours de Roger Kahane
- 1971 : Doucement les basses de Jacques Deray
- 1971 : Popsy Pop ou Une belle garce et le truand de Jean Herman
- 1972 : Justine de Sade de Claude Pierson
- 1972 : Les Feux de la Chandeleur de Serge Korber
- 1972 : L'Œuf de Jean Herman
- 1973 : Ah ! Si mon moine voulait... de Claude Pierson
- 1973 : Une femme libre de Claude Pierson
- 1973 : Deux hommes dans la ville de José Giovanni
- 1973 : Donnez-nous notre pain quotidien de Claude Pierson
- 1974 : Ursule et Grelu de Serge Korber
- 1974 : Borsalino & Co de Jacques Deray
- 1974 : L'Indiscret de François Reichenbach
- 1975 : La Bête à plaisir d'Eddy Matalon
- 1975 : Flic Story de Jacques Deray
- 1975 : Le Gitan de José Giovanni
- 1977 : Cailles sur canapé de Serge Korber
- 1977 : Une si gentille petite fille de Eddy Matalon
- 1978 : Et vive la liberté ! de Serge Korber
- 1978 : Black-Out à New York d'Eddy Matalon
- 1979 : Je vous ferai aimer la vie de Serge Korber
- 1979 : Brigade mondaine : La Secte de Marrakech d'Eddy Matalon
- 1980 : T'inquiète pas, ça se soigne d'Eddy Matalon
- 1983 : Banzaï de Claude Zidi
- 1984 : Les Ripoux de Claude Zidi
- 1985 : Parole de flic de José Pinheiro
- 1985 : Les Rois du gag de Claude Zidi
- 1986 : Les Frères Pétard d'Hervé Palud
- 1987 : Association de malfaiteurs de Claude Zidi
- 1987 : L'Œil au beur(re) noir de Serge Meynard (+ acteur)
- 1989 : Ripoux contre ripoux de Claude Zidi
- 1989 : Deux de Claude Zidi
- 1990 : Le Provincial de Christian Gion
- 1991 : La Totale ! de Claude Zidi
- 1991 : Les Secrets professionnels du Dr Apfelglück d'Alessandro Capone (film à sketches)
- 1997 : Arlette de Claude Zidi
- 2000 : Les Insaisissables de Christian Gion

### Comme scénariste

#### Au cinéma
- 1979 : Je vous ferai aimer la vie de Serge Korber
- 1980 : T'inquiète pas, ça se soigne d'Eddy Matalon
- 1986 : La Vie dissolue de Gérard Floque de Georges Lautner
- 1996 : Les Bidochon de Serge Korber

#### À la télévision
(téléfilms, sauf mention contraire)
- 1983 : Série Merci Sylvestre de Serge Korber, saison unique
- 1985 : Série Néo Polar, saison unique, épisode 5 La Mariée rouge de Jean-Pierre Bastid et épisode 6 L'Amour en gâchette
- 1986 : Feuilleton Florence ou la Vie de château de Serge Korber
- 1991 : Maxime et Wanda : Une révolution clé en main d'Henri Helman
- 1992 : Le Réveillon, c'est à quel étage ? de Serge Korber
- 1993 : Le Galopin de Serge Korber
- 1994 : Le Raisin d'or de Joël Séria (+ acteur)
- 1995 : Maxime et Wanda : L'Homme qui n'en savait pas assez de François Dupont-Midi
- 1997 : Les Petites Bonnes de Serge Korber
- 2002 : Les Fleurs de Maureen de Dominique Baron